# Donndorf
Donndorf là một đô thị ở huyện Kyffhäuser, ở bang Thüringen, Đức. Đô thị này có diện tích 11,51 km², dân số thời điểm ngày 31 tháng 12 năm 2006 là 834 người.